# Список экорегионов Руанды
Ниже приводится список экорегионов в Руанде, согласно Всемирному Фонду дикой природы (ВФП).

## Наземные экорегионы
по основным типам местообитаний

### Тропические и субтропические влажные широколистные леса
- Горные леса рифта Альбертин

### Тропические и субтропические луга, саванны и кустарники
- Лесная саванна бассейна Виктории

### Альпийские луга
- Горные вересковые пустоши Рувензори и Вирунга

## Пресноводные экорегионы
по биорегиону

### Великие Африканские озера
- Бассейн озера Виктория